# 梁山书院
红四军前敌委员会旧址—梁山书院，位于中国福建省武平县平川镇政协巷，清光绪十二年（1886年）建，由知县唐志燮在原“漳南道公馆”废址上募建而成。民国初年，县议会设于此。1930年6月毛泽东率领红四军进入武平驻此，指导武平县委、县苏维埃开展工作，主持召开地方干部、工人、妇女等座谈会，发布《告武平劳苦群众书》、《中国共产党红军第四军军党部宣言》、《红军第四军各级政治工作纲领》等文件。2009年11月16日公布为第七批福建省文物保护单位。